# 6ステイン
『6ステイン』（シックスステイン、Traces of Six Stains）は、福井晴敏による日本の小説集。2004年11月に刊行された。5作品の短編小説と1作品の中編小説から成る短編集である。

## 概要
1998年から2000年にかけて『小説現代』、『問題小説』、『オール讀物』に掲載された短編と、2004年に刊行されたオムニバス集『乱歩賞作家 白の謎』に掲載された中編作品を収録。作者の福井晴敏にとっては初の短編集である。
他の福井晴敏作品にも登場する架空の情報機関『防衛庁情報局（DAIS、ダイス）』が登場し、本作ではその局員、特に市井で暮らす一般の工作員たちを主人公に据え、その活動や周囲の人々の様子などが描かれている。
第132回直木三十五賞候補作。

## 収録作品
各話解説と主な登場人物。

### いまできる最善のこと
『小説現代』1998年10月号初出。『Twelve Y. O.』で福井晴敏が江戸川乱歩賞を受賞した際に掲載された作品。大長編志向だと言う福井晴敏の初短編作品である。
- 中里 裕司（なかざと ゆうじ）

### 畳算
『小説現代』1999年8月号初出、第53回日本推理作家協会賞短編部門候補作。
- 堤 洋隆（つつみ ひろたか）
- 牧野 久江（まきの ひさえ）
- 牧野 良輔（まきの りょうすけ）

### サクラ
『問題小説』2000年6月号初出。
- 高藤 征一（たかとう せいいち）
- 伝法 真希（でんぽう まき）
- 芦田 和生（あしだ かずお）

### 媽媽（マーマー）
『小説現代』2000年7月号初出。本作で唯一女性の視点から描かれた作品。
- 根岸 由美子（ねぎし ゆみこ）
- ユイ・ヨンルウ

### 断ち切る
『オール讀物』2000年9月号初出。DAIS局員ではない一般人の視点の作品。
媽媽（マーマー）とリンクしている。
- 椛山 為一（かばやま ためいち）
- 韮沢 周平（にらさわ しゅうへい）
- 川田 さと子（かわだ さとこ）

### 920を待ちながら
2004年5月刊『乱歩賞作家 白の謎』初出。『亡国のイージス』のキャラクターである如月行が登場。福井が原作を手がけた漫画『C-blossom case729』にも繋がる中編作品である。
- 須賀 義郎（すが よしろう）
- 木村（きむら）
- 松宮 直行（まつみや なおゆき）

## 書籍情報
- 単行本 ISBN 978-4-06-212641-0 （2004年11月、講談社[1]）
- 文庫本 ISBN 978-4-06-275708-9 （2007年4月、講談社文庫[4]）

### DAISピンズセット
本作が文庫化された際、DAIS、920SOF、729SOFのエンブレムをかたどったピンズがセットになった限定版が販売された。各エンブレムのデザインはそれぞれ、DAISは富野由悠季、920SOFは寺田克也、729SOFはカトキハジメによるものである。なおセットに同梱されている文庫本は、通常版と若干表紙のデザインが異なるものとなっている。
- 文庫本 DAISピンズセット ISBN 978-4-06-275709-6 （2007年4月、講談社文庫）